# Plinthogomphodon
Plinthogomphodon — вимерлий рід траверсодонтидових цинодонтів пізнього тріасу на сході США. Скам'янілості були знайдені в басейні річки Діп у Північній Кароліні, що є частиною більшої супергрупи Ньюарк. Відомий по одній роз'їденій морді. Типовий і єдиний вид — P. herpetairus.